# Formebolone
Formebolone (INN, BAN) (tên thương hiệu Esiclene, Hubernol, Metanor), còn được gọi là (một cách khó hiểu) là formyldienolone, cũng như 2-formyl-11α-hydroxy-17α-methyl-δ1-testosterone, là một hoạt chất đường uống. steroid androgenic (AAS) được mô tả như một anticatabolic và anabolic thuốc đó đã hoặc đang bán trên thị trường ở Tây Ban Nha và Ý. Là một AAS, nó cho thấy một số hoạt động đồng hóa, mặc dù nó kém hơn testosterone về tiềm năng, nhưng được cho là hầu như không có hoạt động androgen. Formebolone chống lại tác dụng dị hóa (kiểm soát cân bằng nitơ) của glucocorticoids mạnh như dexamethasone phosphate. Một chất tương tự gần gũi, roxibolone (và biến thể ester decylroxibolone tác dụng dài của nó), cho thấy hoạt động tương tự antiglucocorticoid với formebolone, nhưng ngược lại, không có hoạt tính như AAS.
Roxibolone đã được tìm thấy không liên kết với thụ thể glucocorticoid, và người ta đã đề xuất rằng hoạt động antiglucocorticoid của roxibolone và formebolone có thể được điều hòa bằng cách điều chế các quá trình enzyme. Thật vậy, 11α- và 11β-hydroxyprogesterone (formebolone và roxibolone là 11α- và 11β-hydroxylated (tương ứng) tương tự) được biết đến là chất ức chế mạnh của 11β-hydroxapseoid dehydrogenase (11β-HSD), chịu trách nhiệm cho quá trình sinh tổng hợp. glucocorticoids nội sinh cortisol và corticosterone (từ tiền chất deoxycortisol và deoxycorticosterone, tương ứng). Tuy nhiên, formebolone được phát hiện là chất ức chế rất yếu của 11β-HSD loại 2 (IC<sub id="mwRQ">50</sub> > 10 M), mặc dù isoenzyme đặc biệt này của 11β-HSD chịu trách nhiệm cho việc bất hoạt glucocorticoids thay vì sản xuất.